# Ferdinand Schubert
Ferdinand Schubert   (Viena, 18 d'octubre de 1794 - Viena, 26 de febrer de 1859) Ferdinand Lukas Schubert va ser un compositor austríac i germà de Franz Schubert. També va dissenyar la làpida original de Ludwig van Beethoven al que ara és el parc Währinger Schubert.

## Biografia
Ferdinand Schubert va ser un professor, organista i compositor austríac que és conegut menys per les seves pròpies composicions que per la seva importància en la transmissió de les obres completes del seu germà petit Franz Schubert. El pare de Schubert, Franz Theodor (* 1763 a Neudorf a Moràvia del Nord, avui Vysoká; † 9 de juliol de 1830) va ser professor i director. La seva mare Elisabeth Vietz (* 1756 a Zuckmantel, Silèsia austríaca, avui Zlaté Hory; † 28 de maig de 1812 era cuinera d'una família vienesa abans del casament.
Va rebre la seva formació musical en piano i violí primer del seu pare Franz Theodor Schubert i del seu germà gran Ignaz, més tard de Michael Holzer i finalment del professor públic d'harmonia de Santa Anna, Joseph Drechsler. En el seu esbós autobiogràfic atribueix la seva educació musical restant a "la seva interacció amb el seu germà Franz".
A partir de 1810, Schubert va treballar com a organista a l'església parroquial de Lichtental, paral·lelament a la seva tasca de professor ajudant en un orfenat de Viena, que va iniciar el mateix any. Quatre anys més tard (1816) hi va ser emprat com a autèntic mestre. El 1816 es va casar amb Anna Student. El mateix any va interpretar per primera vegada com a obra pròpia la missa funerària alemanya (Rèquiem alemany D 621), composta pel seu germà Franz.
El 1820 Ferdinand Schubert esdevingué professor i mestre de cor a Alt-Lerchenfeld, però dos anys més tard (1824) fou nomenat professor a l'escola secundària normal prop de Santa Anna, on també esdevingué el primer representant de l'Associació de Música de Santa Anna a 1829. Després de la mort de la seva primera dona, Schubert es va casar amb Therese Spazierer el 1832. Els seus dos matrimonis van donar lloc a un total de 29 fills, dels quals només 12 van sobreviure. El 1834 va seguir el seu nomenament com a membre del Comitè de la Societat-Concert, i només quatre anys més tard (1838) va rebre una càtedra honorífica d'orgue al Conservatori. Atès que va ser admirat en els cercles professionals per la seva destacada tasca com a conseller d'escola, el 1851 va rebre el càrrec de director de l'escola secundària normal de Santa Anna.

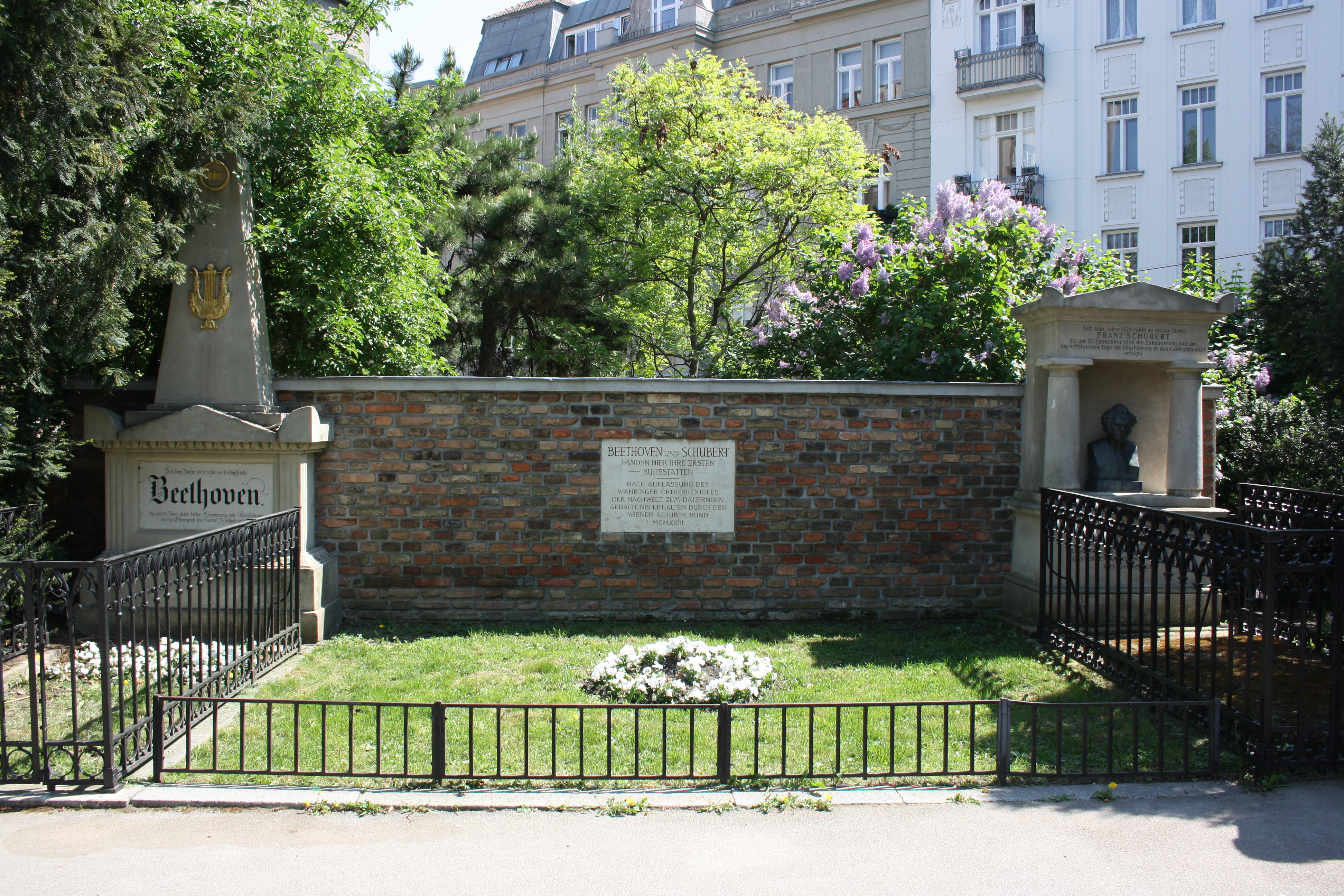
La làpida original de Beethoven dissenyada per Ferdinand Schubert i la de Franz Schubert al parc Schubert de Währing

Ferdinand Lukas Schubert va conservar una part considerable de la propietat del seu germà Franz i també va fer còpies de les seves obres. Amb l'excepció de les òperes, misses i simfonies que es consideraven invendibles, el 1828 va oferir a Anton Diabelli nombrosos manuscrits del seu germà, les cançons dels quals es van publicar com a "poemes musicals pòstums" entre 1830 i 1850. També va escriure nombrosos escrits educatius, així com una sèrie de composicions sagrades i peces més petites per a ús escolar, tot i que de vegades també utilitzava obres del seu germà (per exemple, Shepherd's Mass op. 13, el Kyrie D 45) o fins i tot les feia imprimir sota el seu germà amb nom propi, la missa funerària alemanya op.2 i la Salve Regina op.12, que va orquestrar, en total va crear més de 90 obres musicals.
Tot i que Schubert es va esforçar molt al llarg de la seva vida, la seva família va viure en unes condicions econòmiques precàries, de manera que després de la seva mort hi va haver "demandes de suport als seus supervivents".
Ferdinand Schubert va ser enterrat a la seva pròpia tomba al cementiri general de Währinger. El 26 d'octubre de 1882, les seves restes van ser traslladades a una tomba al cementiri central de Viena. Aquesta tomba ara ha desaparegut.

## Obres musicals (selecció)
- Regina Coeli, op. 1
- Trauermesse (mit Orgelbegleitung), op. 2
- Prälatenmesse in F
- Filiae Regum
- Requiem, op. 9
- Messe F-Dur (1830), op. 10
- Salve Regina, op. 12
- Hirtenmesse, op. 13

## Escrits pedagògics (selecció)
- Der kleine, fleißige Kopfrechner. Ein Geschenk für Kinder, welche das Rechnen nicht zu vergessen […] wünschen. Viena, imprès per Georg Überreuter, 1829. (Faks.-Ausg. Viena 1976, epígraf de Hansjörg Krug)
- Der kleine Geograph. Viena 1833.
- Kleiner Feldmesser, oder erster Unterricht in der Geometrie. 2a edició Viena 1836.
- Kurzgefaßte Darstellung des österr. Kaiserstaates. Zum Gebrauche für die Jugend. 5., verb. Edició del "Petit Austríac". Viena 1853.